# Relhac (Cantal)
Reilhac és un municipi francès situat al departament de Cantal i a la regió d'Alvèrnia-Roine-Alps. L'any 2007 tenia 987 habitants.

## Demografia

### Població
El 2007 la població de fet de Reilhac era de 987 persones. Hi havia 350 famílies de les quals 44 eren unipersonals (20 homes vivint sols i 24 dones vivint soles), 125 parelles sense fills, 157 parelles amb fills i 24 famílies monoparentals amb fills.
La població ha evolucionat segons el següent gràfic:
Habitants censats

### Habitatges
El 2007 hi havia 395 habitatges, 352 eren l'habitatge principal de la família, 30 eren segones residències i 13 estaven desocupats. 387 eren cases i 8 eren apartaments. Dels 352 habitatges principals, 315 estaven ocupats pels seus propietaris, 34 estaven llogats i ocupats pels llogaters i 3 estaven cedits a títol gratuït; 11 tenien dues cambres, 31 en tenien tres, 97 en tenien quatre i 213 en tenien cinc o més. 186 habitatges disposaven pel capbaix d'una plaça de pàrquing. A 121 habitatges hi havia un automòbil i a 208 n'hi havia dos o més.

### Piràmide de població
La piràmide de població per edats i sexe el 2009 era:
| Homes | Edats   | Dones |
| ----- | ------- | ----- |
| 0     | 95 o +  | 0     |
| 0     | 90 a 94 | 8     |
| 0     | 85 a 89 | 4     |
| 4     | 80 a 84 | 4     |
| 12    | 75 a 79 | 4     |
| 24    | 70 a 74 | 28    |
| 32    | 65 a 69 | 32    |
| 20    | 60 a 64 | 32    |
| 32    | 55 a 59 | 24    |
| 32    | 50 a 54 | 44    |
| 32    | 45 a 49 | 36    |
| 44    | 40 a 44 | 32    |
| 44    | 35 a 39 | 40    |
| 20    | 30 a 34 | 52    |
| 16    | 25 a 29 | 16    |
| 16    | 20 a 24 | 12    |
| 48    | 15 a 19 | 28    |
| 36    | 10 a 14 | 40    |
| 48    | 5 a 9   | 24    |
| 20    | 0 a 4   | 24    |

## Economia
El 2007 la població en edat de treballar era de 623 persones, 446 eren actives i 177 eren inactives. De les 446 persones actives 421 estaven ocupades (228 homes i 193 dones) i 25 estaven aturades (8 homes i 17 dones). De les 177 persones inactives 80 estaven jubilades, 63 estaven estudiant i 34 estaven classificades com a «altres inactius».

### Ingressos
El 2009 a Reilhac hi havia 364 unitats fiscals que integraven 960 persones, la mediana anual d'ingressos fiscals per persona era de 17.818 €.

### Activitats econòmiques
Dels 23 establiments que hi havia el 2007, 1 era d'una empresa de fabricació d'altres productes industrials, 12 d'empreses de construcció, 3 d'empreses de comerç i reparació d'automòbils, 1 d'una empresa d'hostatgeria i restauració, 1 d'una empresa financera, 1 d'una empresa de serveis, 2 d'entitats de l'administració pública i 2 d'empreses classificades com a «altres activitats de serveis».
Dels 12 establiments de servei als particulars que hi havia el 2009, 2 eren guixaires pintors, 6 fusteries, 1 lampisteria, 1 electricista i 2 perruqueries.
L'any 2000 a Reilhac hi havia 14 explotacions agrícoles que ocupaven un total de 301 hectàrees.

## Equipaments sanitaris i escolars
El 2009 hi havia una escola elemental.

## Poblacions més properes
El següent diagrama mostra les poblacions més properes.